# 레베카 (소설)
《레베카》(영어: Rebecca)는 영국 작가 대프니 듀모리에가 1938년에 발표한 고딕 소설이다. 이름 없는 젊은 여성이 성급하게 부유한 홀아비와 결혼한 뒤, 남편과 저택의 식구들이 모두 제목의 주인공인 죽은 첫 번째 아내의 기억에 사로잡혀 있음을 발견하게 되는 이야기를 그린다.
1938년 출간 이후 1965년까지 280만 부가 판매된 베스트셀러인 《레베카》는 한 번도 절판된 적이 없다. 1939년 듀모리에 본인이 각색한 연극을 비롯하여 여러 차례 무대와 영상으로 각색되었는데, 앨프리드 히치콕이 연출한 영화 《레베카》(1940년)는 아카데미상 작품상을 수상했으며, 2020년에는 벤 휘틀리가 리메이크를 연출하여 넷플릭스에 공개하였다. 동명의 뮤지컬로도 각색되었다.
이 소설은 특히 댄버스 부인이라는 캐릭터와 웨스트컨트리의 맨덜리 저택, 그리고 "어젯밤, 나는 꿈에서 다시 맨덜리로 갔다."라는 첫 문장이 잘 알려져 있다.

## 줄거리
몬테카를로에서 부유한 미국인 여성의 동반자로 일하던 20대 초반의 순진한 화자는 42세의 홀아비인 영국 귀족 맥심 드 윈터와 인연을 맺게 된다. 2주간의 구애 끝에 결혼을 승낙하고, 결혼식과 신혼여행을 마친 후 콘월에 있는 그의 저택인 아름다운 맨덜리 저택으로 향한다.
불길한 분위기의 가정부 댄버스 부인은 약 1년 전 항해 사고로 사망한 첫 번째 드 윈터 부인 레베카에게 깊이 헌신했던 인물이다. 그는 끊임없이 화자를 심리적으로 위축시키려 하며, 전임자가 지녔던 아름다움과 세련됨, 매력을 화자는 결코 따라갈 수 없을 것이라고 은근히 암시한다. 화자가 사소한 요청을 할 때마다 댄버스 부인과 다른 하인들은 레베카가 살아있을 때 맨덜리를 어떻게 운영했는지를 설명한다. 댄버스 부인의 위압적인 태도와 웨스트컨트리 사교계가 레베카에 대해 보이는 한결같은 경외심에 압도된 화자는 점차 고립되어 간다.
화자는 곧 맥심이 성급한 결혼 결정을 후회하고 있으며, 여전히 완벽해 보이는 레베카를 깊이 사랑하고 있다고 확신하게 된다. 이웃들의 요청으로 맨덜리에서는 레베카가 시작했던 관습인 가장무도회가 열린다. 댄버스 부인의 제안으로 화자는 저택의 옛 주민 초상화에 나온 의상을 재현해 입게 되는데, 레베카가 죽기 직전 큰 찬사를 받으며 같은 의상을 입었다는 사실을 모르고 있었다. 화자가 홀에 들어서고 맥심이 그 의상을 보자 그는 화를 내며 옷을 갈아입으라고 명령한다.
무도회 직후, 댄버스 부인은 화자가 레베카를 대체하려 한다고 믿으며 경멸감을 드러내고, 죽은 여인에 대한 자신의 깊고 병적인 집착을 드러낸다. 댄버스 부인은 화자에게 창문에서 뛰어내리라고 부추기며 자살을 시도하게 한다. 하지만 근처 난파선으로 인한 소동으로 인해 화자가 그렇게 하기 전에 중단된다. 난파선의 선체 상태를 조사하던 잠수부가 레베카의 요트 잔해와 함께 그 안에 있는 부패된 시신을 발견하는데, 이는 레베카가 실종된 지 2개월 후 맥심이 다른 시신을 그의 아내라고 확인했음에도 불구하고 발견된 것이다.
이 발견으로 맥심은 화자에게 레베카와의 결혼이 거짓이었다고 고백한다. 맥심의 말에 따르면, 레베카는 잔인하고 이기적인 여자였으며, 완벽한 아내이자 미덕의 표상인 것처럼 주변 사람들을 조종하면서 수많은 연인을 두었다고 한다. 죽던 날 밤, 그는 다른 남자의 아이를 맥심의 아이인 것처럼 키우겠다고 맥심을 조롱했고, 맥심은 그걸 증명할 수 없을 것이라고 했다. 분노한 맥심은 그를 쏘아 죽이고, 시신을 그의 보트에 두고 바다에 가라앉혔다. 화자는 맥심이 늘 자신을 사랑했고 레베카를 사랑한 적이 없다는 말을 듣고 안도한다.
레베카의 보트가 인양되고 고의로 침몰된 것이 발견된다. 검시 결과는 자살 판정이 내려진다. 하지만 레베카의 사촌이자 연인인 잭 파벨은 맥심을 협박하면서, 레베카가 죽던 날 밤 자신에게 보낸 쪽지를 근거로 자살할 의도가 없었다고 주장한다. 레베카가 죽기 직전 런던의 의사와 약속이 있었다는 사실이 밝혀지고, 화자는 임신 사실을 확인하러 간 것이라고 의심한다. 의사를 찾았을 때, 그는 레베카가 암에 걸렸고 몇 달 안에 죽었을 것이며, 자궁 기형으로 인해 임신이 불가능했다고 밝힌다. 맥심은 레베카가 자신이 곧 죽을 것을 알고 자신을 조종해 빨리 죽게 만들었다고 추측한다. 댄버스 부인은 조사 후 레베카가 오래 끌며 죽는 것 외에는 아무것도 두려워하지 않았다고 말했다.
댄버스 부인이 맨덜리에서 갑자기 사라졌다는 소식을 듣고 맥심은 불길한 예감을 느끼고 밤새 운전해서 돌아가야 한다고 주장한다. 저택이 보이기도 전에 수평선의 붉은 빛과 바람에 날리는 재를 보고 저택이 불타오르고 있음을 알 수 있다.

## 등장인물

### 주요 등장인물
- 화자/두 번째 드 윈터 부인: 스케치를 즐기는 20대 초반의 소심하고 순진한 중산층 여성이다. 화자의 이름이나 결혼 전 성씨는 밝혀지지 않는다. "내 아내", "드 윈터 부인", "친애하는" 등으로 불린다. 그가 이름과 함께 소개된 유일한 때는 가장무도회에서였는데, 이때 드 윈터 가문의 조상으로 분장하여 "캐롤라인 드 윈터"로 소개되었으나 이는 분명 그의 실제 이름이 아니다. 그는 맥심의 이니셜을 따서 "M. 드 윈터 부인"이라고 서명한다. 소설 초반에 편지를 받았을 때 자신의 이름이 올바르게 철자가 적혀 있는 것이 "드문 일"이라고 언급하는데, 이는 그의 이름이 흔하지 않거나 외국식이거나 복잡하다는 것을 암시한다. 맥심은 구애 기간 중 그의 "아름답고 특이한 이름"을 칭찬한다. 소심한 성격에도 불구하고 그는 소설이 진행됨에 따라 성장하여, 레베카의 유령 같은 영향력에 더 이상 희생되지 않으려 하며 강인하고 자기주장이 있는 인물로 변모한다.

- 맥시밀리언 "맥심" 드 윈터: 과묵하고 감정 표현이 없는 맨덜리의 주인. 짧은 구애 기간 후 새 아내와 결혼하지만, 결혼 후에는 그에 대한 애정을 거의 보이지 않는다. 레베카와의 트라우마적인 결혼으로 정신적 상처를 입은 그는 새 아내와 거리를 두는데, 이로 인해 아내는 그가 자신과의 결혼을 후회하고 여전히 레베카의 죽음에 사로잡혀 있다고 두려워한다. 맥심은 레베카가 연인의 아이를 자신의 아이로 키워야 할 것이라며 조롱하자 그를 살해했다. 결혼 후 몇 달이 지나서야 새 아내에게 자신이 레베카를 전혀 사랑하지 않았다고 털어놓는다.

- 댄버스 부인: 차갑고 위압적인 맨덜리의 가정부. 댄버스는 레베카가 어렸을 때부터 그의 가정부로 지내왔으며 수년간 함께 살았다. 그는 레베카와 그의 기억을 보존하는 것에 병적으로 집착한다. 새로운 드 윈터 부인이 "레베카의 자리를 차지하려 한다"고 확신하며 그를 적대시한다. 새 드 윈터 부인을 무너뜨리려 하지만 그의 시도는 실패한다. 계획이 무산된 후, 댄버스 부인은 맥심이 다른 연인이자 아내와 집을 공유하느니 차라리 파괴하겠다는 심정으로 맨덜리를 완전히 불태운 것으로 보인다. 그는 성씨에서 유래한 '대니'라는 별명으로 불리며, 이름은 알려지지 않았거나 중요하지 않게 여겨졌으나, 샐리 보먼의 속편 《레베카 이야기》에서는 '에디스'라고 언급된다.

- 레베카 드 윈터: 1년도 채 되지 않은 시점에 사망한, 등장하지 않는 제목의 주인공이다. 유명한 미인이자 겉보기에는 헌신적인 아내이며 완벽한 주인이었으나, 실제로는 남편 맥심에게 불충실했다. 그의 존재감은 맨덜리를 압도하며 방문객들과 하인들, 새로운 드 윈터 부인을 지배한다. 대화를 통해 레베카가 상습적 거짓말, 겉보기의 매력, 능숙한 조종, 양심의 결여, 후회의 부재 등 사이코패스의 특징을 지녔음이 서서히 드러난다. 또한 다소 가학적인 면도 있었는데, 댄버스 부인은 10대 시절의 레베카가 말을 피가 날 때까지 잔인하게 채찍질했던 이야기를 들려준다.

### 부차적 등장인물
- 프랭크 크롤리: 맨덜리의 성실하고 책임감 있는 대리인. 맥심의 신뢰받는 조언자이자 충실한 비밀 조력자로 알려져 있다. 곧 두 번째 드 윈터 부인의 좋은 친구가 되며, 그가 맨덜리의 안주인으로서 자신의 능력을 의심할 때 도움을 준다. 과거에 레베카가 그를 유혹하려 했었다.
- 베아트리스 레이시(구 드 윈터): 맥심의 의지가 강하고 재치 있는 누나으로, 새로운 드 윈터 부인에게 즉시 호감을 갖는다. 소설 이전에 자일스 레이시와 결혼했다. 남동생와 함께 레베카의 진정한 사악한 본성을 아는 몇 안 되는 사람 중 하나이며, 레베카의 희생자이기도 했다: 베아트리스의 남편은 레베카의 유혹에 넘어갔다. 그와 자일스 사이에는 로저라는 아들이 있다.
- 자일스 레이시: 베아트리스의 다소 우둔한 남편이자 맥심의 자형. 레베카의 매력에 빠진 많은 남자들 중 하나였다.
- 프리스: 맨덜리의 중년의 친절하고 충직한 집사. 맥심이 소년이었을 때부터 드 윈터 가문에서 일했다.
- 로버트: 하인.
- 반 호퍼 부인: 소설 초반에 화자의 고용주로, 귀찮고 위압적인 미국인 여성이다. 자신의 지위를 높이기 위해 머무는 호텔마다 부유하고 유명한 손님들을 집요하게 쫓아다니며 그들의 명성에 기대려 한다.
- 클라리스: 드 윈터 부인의 젊은 하녀. 가장무도회를 위한 화자의 드레스 착용을 열정적으로 도왔다.
- 잭 파벨: 레베카의 평판이 좋지 않은 사촌이자 가장 빈번한 연인. 그와 레베카는 함께 자랐으며 레베카의 최악의 특성 중 많은 부분을 공유한다. 맥심과 다른 여러 인물들에게 강한 반감을 산다. 레베카의 죽음 이후에도 레베카가 그랬듯이 "대니"라고 부르는 댄버스 부인과 연락을 유지하고 있다.
- 할머니: 맥심과 베아트리스의 86세의 치매에 걸린 외할머니로, 두 사람의 양육을 주로 책임졌으나 현재는 병약하다. 드 윈터 부인이 할머니를 만나기 위해 베아트리스와 함께 방문하는데, 할머니는 레베카가 죽었고 맥심이 재혼했다는 사실을 이해하지 못한다. 계속해서 레베카에 대해 물어보기 때문에 베아트리스는 방문을 일찍 끝내게 된다.
- 줄리안 대령: 레베카의 사인에 대한 검시와 이어진 파벨의 맥심 고발 사건을 조사한 수사관. 진실을 의심하면서도 결국 맥심이 기소를 피하도록 돕는다.
- 베이커 박사: 부인과 전문의. 레베카는 죽기 몇 시간 전에 비밀리에 그를 찾아가 특정되지 않은 암 진단을 받았다.

## 집필
대프니 듀모리에는 1937년 빅터 골란츠와 3권의 책을 출간하기로 계약하고 1,000파운드의 선금을 받았다. 2008년 《데일리 텔레그래프》의 한 기사에 따르면, 그는 1932년 결혼 이후 5년간 질투라는 주제를 다뤄보려 구상해왔다고 한다. 그는 "더디게" 집필을 시작했으며 골란츠에게 절망적인 사과문을 보냈다: "처음 15,000단어는 혐오감에 찢어버렸고, 이 문학적 유산은 나를 꽤나 낙담시켰다."
그의 남편인 토미 "보이" 브라우닝은 그레나디어 근위대의 중령이었고, 1937년 7월 30일 제2대대와 함께 영국을 떠나 이집트 알렉산드리아로 부임했다. 골란츠는 그들이 12월에 영국으로 돌아올 때 원고를 받기를 기대했지만, 듀모리에는 "새 소설의 진행이 더디다는 말씀을 드리기가 부끄럽습니다... 12월에 완성된 원고를 가져갈 가능성은 거의 없습니다."라고 썼다.
1937년 12월 영국으로 돌아온 듀모리에는 책을 쓰기 위해 가족과 떨어져 크리스마스를 보내기로 결정했고, 4개월도 채 되지 않아 출판사에 원고를 성공적으로 전달했다. 듀모리에는 이 작품의 줄거리를 "홀아비와 결혼한 여자에 관한 불길한 이야기... 심리적이고 다소 섬뜩한"이라고 설명했다.

### 유래와 영감
일부 평론가들은 샬럿 브론테의 《제인 에어》와의 유사점을 지적했다. 듀모리에의 또 다른 작품인 《자메이카 여인숙》 역시 브론테 자매 중 에밀리의 《폭풍의 언덕》과 연관성이 있다.
듀모리에는 "《레베카》를 질투에 대한 연구로 분류했지만... 그 기원이 자신의 삶에 있다는 것을 거의 인정하지 않았다." 그의 남편은 이전에 매력적이고 검은 머리를 가진 잰 리카르도와 약혼한 적이 있었다. 듀모리에는 브라우닝이 여전히 리카르도에게 매력을 느끼고 있다는 의심에 사로잡혀 있었던 것으로 보인다. 1981년 《레베카 노트북》에서 듀모리에는 소설의 태동을 이렇게 회상했다. "씨앗이 떨어지기 시작했다. 아름다운 집... 첫 번째 아내... 질투, 난파선, 아마도 바다에서, 집 근처에서... 하지만 뭔가 끔찍한 일이 일어나야만 했다, 무엇인지는 알 수 없었지만..." 소설의 예비 노트에서 그는 이렇게 썼다. "첫 번째 [아내]의 성격을 두 번째 아내의 마음속에 구축하고 싶었다... 두 번째 아내가 밤낮으로 사로잡힐 때까지... 비극이 매우 가까이 다가오다가 쾅! 펑! 무언가가 일어난다."
레베카와 맥시밀리언 드 윈터처럼, 듀모리에와 그의 남편도 서로에게 충실하지 않았다. 잰 리카르도는 결국 제2차 세계 대전 중에 기차에 뛰어들어 자살로 생을 마감했다.
듀모리에는 생전에 이 책이 메나빌리와 콘월에 대한 자신의 기억과 아버지와의 관계를 바탕으로 했다고 공개적으로 언급했다. 맨덜리의 묘사는 듀모리에가 어린 시절 방문했던 웬트워스-피츠윌리엄 가문의 저택인 케임브리지셔의 밀턴 홀(당시 노샘프턴셔)에서 영향을 받았을 수 있다.

### 표절 의혹
《레베카》가 브라질에서 출간된 직후, 평론가 알바로 린스는 듀모리에의 책과 브라질 작가 카롤리나 나부코의 작품 사이의 많은 유사점을 지적했다. 1934년 출간된 나부코의 《후계자》는 《레베카》와 비슷한 주요 줄거리를 가지고 있는데, 예를 들어 젊은 여성이 홀아비와 결혼하고 첫 번째 아내의 이상한 존재감이 나타나는 것이다—이러한 줄거리 요소들은 훨씬 오래된 《제인 에어》와도 공유된다. 니나 아우어바흐는 그의 저서 《대프니 듀모리에, 귀신들린 상속녀》에서 듀모리에가 영국에서 출판하기 위해 자신의 출판사에 보내진 브라질 책의 영어 버전 초고를 읽고 자신의 유명한 베스트셀러의 기반으로 삼았다고 주장했다.
1941년 《뉴욕 타임스 북 리뷰》에서 두 소설의 많은 유사점을 다룬 기사가 나온 직후, 듀모리에는 편집자에게 보내는 편지로 반박했다. 나부코의 자서전 《8개의 시대》(Eight Decades)에 따르면, 그는 유나이티드 아티스츠의 대표가 가져온 계약서에 서명하기를 거부했는데, 이 계약서는 그의 책과 영화의 유사점이 단순한 우연의 일치라는 것을 인정하는 내용이었다. 나부코의 주장에 대한 더욱 아이러니한 복잡성은 그의 소설이 브라질의 19세기 가장 유명한 소설가 중 한 명인 주제 지 알렝카르가 쓴 소설 《육화》(Encarnação)와 유사하다는 점인데, 이 소설은 1893년 작가 사후에 출간되었다.
《할리우드 리포터》에 따르면, 1944년 에드위나 레빈 맥도널드는 듀모리에와 미국 출판사 더블데이, 영화 각색의 배급사인 유나이티드 아티스츠를 상대로 표절 소송을 제기했다. 맥도널드는 듀모리에가 자신의 1927년 소설 《블라인드 윈도우》를 표절했다고 주장하며 공개되지 않은 금액의 회계 처리와 손해 배상을 요구했다. 소송은 결국 1948년 1월 14일에 기각되었다.